# 浪淘沙 (小說)
《浪淘沙》（英語：A Cinematic Journey）為東方白小說。內容講述臺灣首位女醫師丘雅信的坎坷人生，以她不凡的一生來透視整個臺灣的變遷。整個故事從「臺灣割日」至「國府播遷來臺」，前後時間長達50年以上。

## 劇情
丘雅信的原型源自臺灣首位女醫師蔡阿信。蔡阿信是第一位在北美當駐診醫師的臺灣人，是北美第一位正式開業看病人的臺灣人，是臺灣第一位有專業麻醉訓練的醫師。她曾以私人力量興辦「助產士訓練學校」，訓練出五百多名助產士。

## 改編作品
《浪淘沙》電視劇